# Olive Carey
Olive Carey, nata Olive Fuller Golden (New York, 31 gennaio 1896 – Carpinteria, 13 marzo 1988), è stata un'attrice statunitense.

## Biografia
Era la figlia di Ada Maxwell, inglese, e di George Fuller Golden, attore di vaudeville. La sorella Ruth era anch'essa attrice.

## Filmografia parziale

### Cinema
- The Sorrowful Shore, regia di David Wark Griffith (1913)
- Tess of the Storm Country, regia di Edwin S. Porter (1914)
- The Yellow Pawn, regia di George Melford (1916)
- Trader Horn, regia di W. S. Van Dyke (1931)
- Terra senza donne (Naughty Marietta), regia di Robert Z. Leonard (1935)
- Il lago in pericolo (The Whip Hand), regia di William Cameron Menzies (1951)
- Neve rossa (On Dangerous Ground), regia di Nicholas Ray (1951)
- Il magnifico scherzo (Monkey Business), regia di Howard Hawks (1952)
- Uomini senza paura (Face to Face), regia di John Brahm e Bretaigne Windust (1952)
- L'amore che ci incatena (Affair with a Stranger), regia di Roy Rowland (1953)
- Senza scampo (Rogue Cop), regia di Roy Rowland (1954)
- La tela del ragno (The Cobweb), regia di Vincente Minnelli (1955)
- Tutto finì alle sei (I Died a Thousand Times), regia di Stuart Heisler (1955)
- Sentieri selvaggi (The Searchers), regia di John Ford (1956)
- I pilastri del cielo (Pillars of the Sky), regia di George Marshall (1956)
- Le ali delle aquile (The Wings of Eagles), regia di John Ford (1957)
- Sfida all'O.K. Corral (Gunfight at the O.K. Corral), regia di John Sturges (1957)
- La tortura della freccia (Run of the Arrow), regia di Samuel Fuller (1957)
- Passaggio di notte (Night Passage), regia di James Neilson (1957)
- La battaglia di Alamo (The Alamo), regia di John Wayne (1960)
- Cavalcarono insieme (Two Rode Together), regia di John Ford (1961)
- Billy the Kid Versus Dracula, regia di William Beaudine (1966)

### Televisione
- Mr. Adams and Eve – serie TV, 12 episodi (1957-1958)
- The Restless Gun – serie TV, episodi 1x01-1x38 (1957-1958)
- Carovane verso il West (Wagon Train) – serie TV, episodio 1x17 (1958)
- The Rifleman – serie TV, episodio 1x19 (1959)
- Tombstone Territory – serie TV, episodio 2x05 (1959)
- Dennis the Menace – serie TV, episodio 2x06 (1960)
- Lock-Up – serie TV, 6 episodi (1960-1961)

## Doppiatrici italiane
Nelle versioni in italiano delle opere in cui ha recitato, Olive Carey è stata doppiata da: 
- Maria Saccenti in Sentieri selvaggi
- Giovanna Scotto ne I pilastri del cielo
- Tina Lattanzi ne La tortura della freccia
- Franca Dominici in Cavalcarono insieme